# История философии (учебник)
«История философии» — советский учебник по истории философии, удостоенный Сталинской премии и известный в академической среде как «серая лошадь». Книга была переведена на иностранные языки.

## Описание
Учебник создавался (но не был завершён) в 1940—1942 годах и в советское время расценивался как «ценный обобщающий труд». Тома 1-2 «Истории философии» вышли в печать в 1941 году незадолго до начала Отечественной войны. Первый том «Истории философии» был посвящён философии античного и феодального общества. Второй том был посвящён философии периода первоначального накопления капитала и буржуазных революций (XV—XVIII вв.), а том третий — философии периода победы и утверждения капитализма (первая половина XIX века). По предложению Б. Э. Быховского В. В. Адоратский стал писать главы для четвёртого тома «серой лошади», но этот том не был издан. Присуждённая учебнику Сталинская премия была снята. В первом томе редакцией было объявлено, что он является началом издания семитомного труда. Таков был замысел издания, но после запрета третьего тома и снятия с книги Сталинской премии работа над многотомником была свёрнута. В конце 1950-х годов Институт философии АН СССР начал издавать новый фундаментальный труд «История философии», вышедший в свет в шести томах (1957—1965).

## Авторы
Программа многотомной «Истории философии» была разработана в Институте философии И. К. Лупполом в 1933 году:132. Издание вышло в 1941—1943 годах уже после ареста И. К. Луппола под редакцией Г. В. Александрова, Б. Э. Быховского, М. Б. Митина и П. Ф. Юдина. Фактическим редактором был Б. Э. Быховский, а основными авторами — В. Ф. Асмус, О. В. Трахтенберг и Б. С. Чернышёв. Кроме них, в составлении первого тома принимал участие М. А. Дынник. В составлении второго тома участие принимали Г. В. Александров, Б. Э. Быховский, М. Б. Митин, П. Ф. Юдин, Л. А. Коган, М. А. Егоров, М. М. Григорьян, О. В. Трахтенберг, Я. А. Мильнер, В. М. Познер, Б. Ф. Поршнев, С. Г. Суворов.

## Отзывы
Учебник был с интересом встречен и учёными, и широкой советской общественностью. Так, Академик В. И. Вернадский в мае 1942 года, прочитав первые два тома «Истории философии», заметил, что они «лучше и интереснее, чем ожидал». Это издание подводило итог историко-философских исследований в стране и отличалось многими достоинствами. По мнению В. Н. Садовского:

 живя в условиях чудовищного философско-информационного голода, мы, тем не менее, имели такое уникальное учебное пособие по истории философии, как «серая лошадь» — «История философии» в трех томах (1940—1943). Даже по сегодняшним меркам этот трехтомник не безнадежно устарел. В наше же студенческое время он считался хорошим философским сочинением, к тому же окруженным ореолом таинственности. 
В. А. Вазюлин об этой книге писал:
На третьем курсе философского факультета я пришёл к кризису из-за пустой, бессодержательной, поверхностной априорности содержания учебников и другой советской философской марксистской послевоенной литературы, в том числе и очень популярного учебника, так называемой «Серой лошади». Философия в этом учебнике представала как игрушка, как искусство для искусства. Но не как средство преобразования общества. Авторы этого учебника наполняли головы сведениями разного рода, а зачем наполняли — непонятно.Вазюлин В. А., О необходимости диалектического снятия классической исторической формы марксизма
Выход в свет «Истории философии» стал крупным событием в философской жизни того времени.
После выхода 3-го тома в ЦК КПСС было созвано специальное совещание под руководством Маленкова, длившееся несколько дней. Его результатом явилось постановление ЦК «О недостатках и ошибках в освещении истории немецкой философии конца XVIII и начала XIX вв.» (1944). Было принято решение: оставить Сталинскую премию за 1-м и 2-м томами «Истории философии» и снять её с 3-го.